# 中野瑞己 (神職)
中野 瑞己（なかの みずき、1989年1月 - ）は、日本の神職。
茨城縣護國神社に奉職した後、同社権禰宜に就任した。
2018年（平成30年）4月1日、賀茂別雷神社（上賀茂神社）権禰宜に転任した。現在、同社の広報的な役割を担い、メディア露出も多い。

## 出演
- 『ごりやくさん』第35回「賀茂別雷神社」（2020年8月17日、KBS京都）
- 『ブラタモリ』第206回「京都・鴨川」（2022年6月18日、NHK総合）